# American Hotel
Het American Hotel (voluit Clayton Hotel Amsterdam American) is een hotel aan het Leidseplein 28 in Amsterdam. Het hotel is gelegen naast de Stadsschouwburg. In het hotel met zijn beroemde Café Américain bevindt zich de oudste leestafel van Amsterdam. Het hotel wordt door de Amsterdammers vaak simpelweg het Americain genoemd.

## Geschiedenis

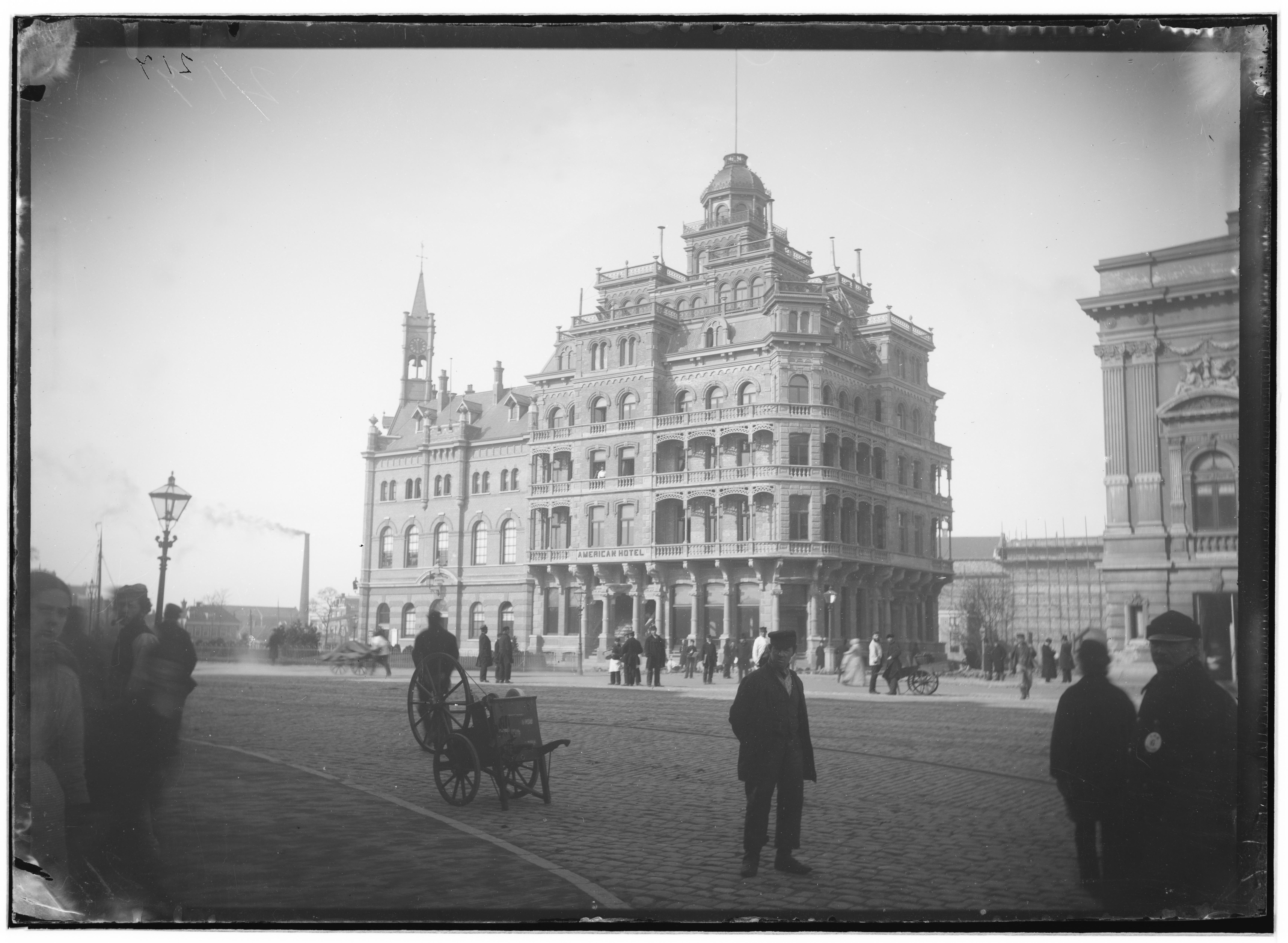
Het eerste American Hotel (1882-1902), gezien vanaf het Leidseplein; 1882.

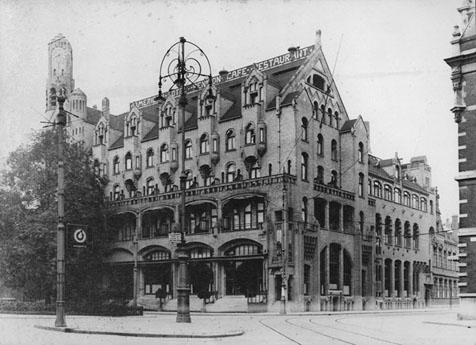
Het hotel gezien vanaf het Leidseplein; 1902.

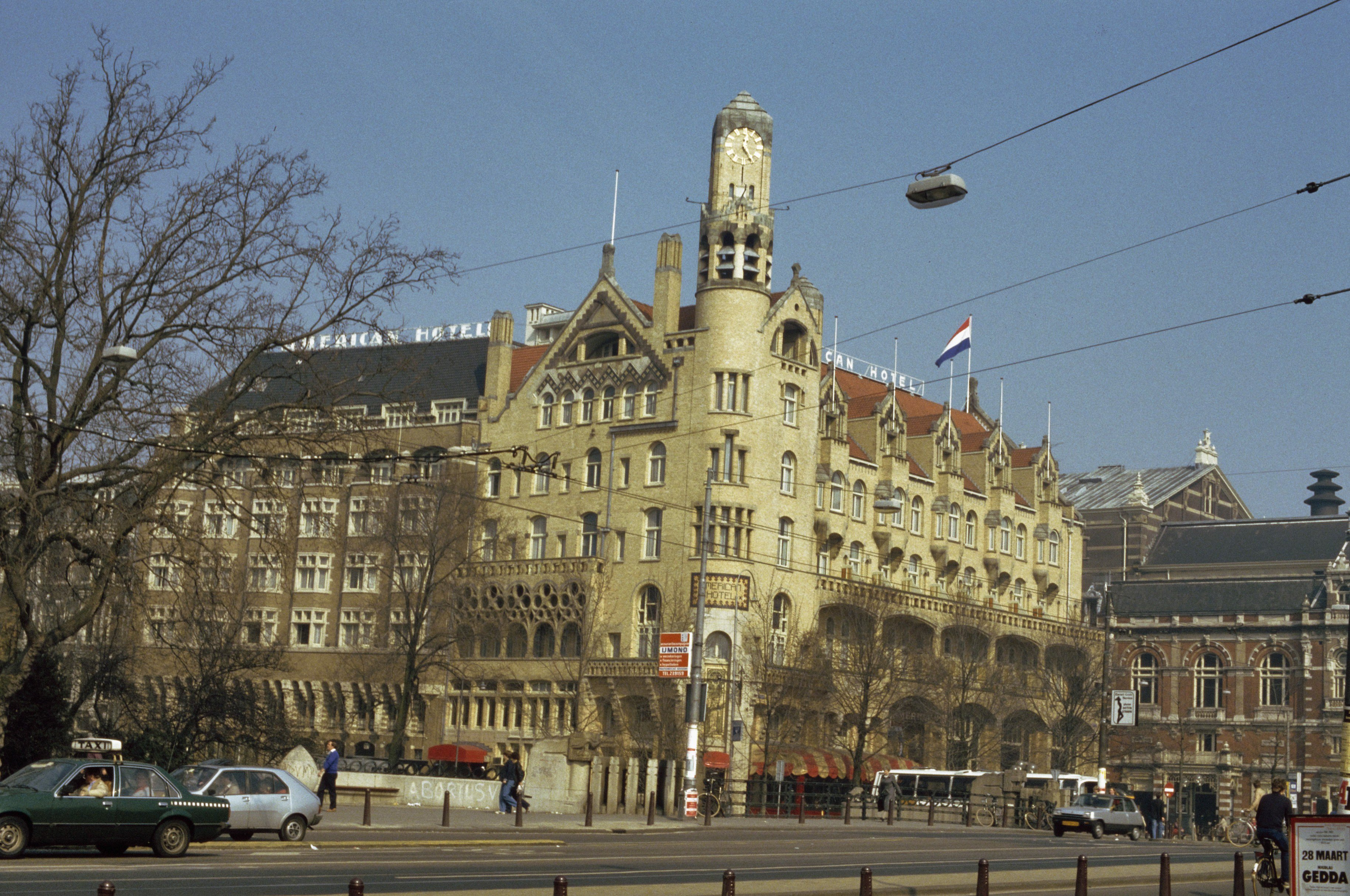
Het American Hotel gezien vanaf de Leidsebrug; 1982.

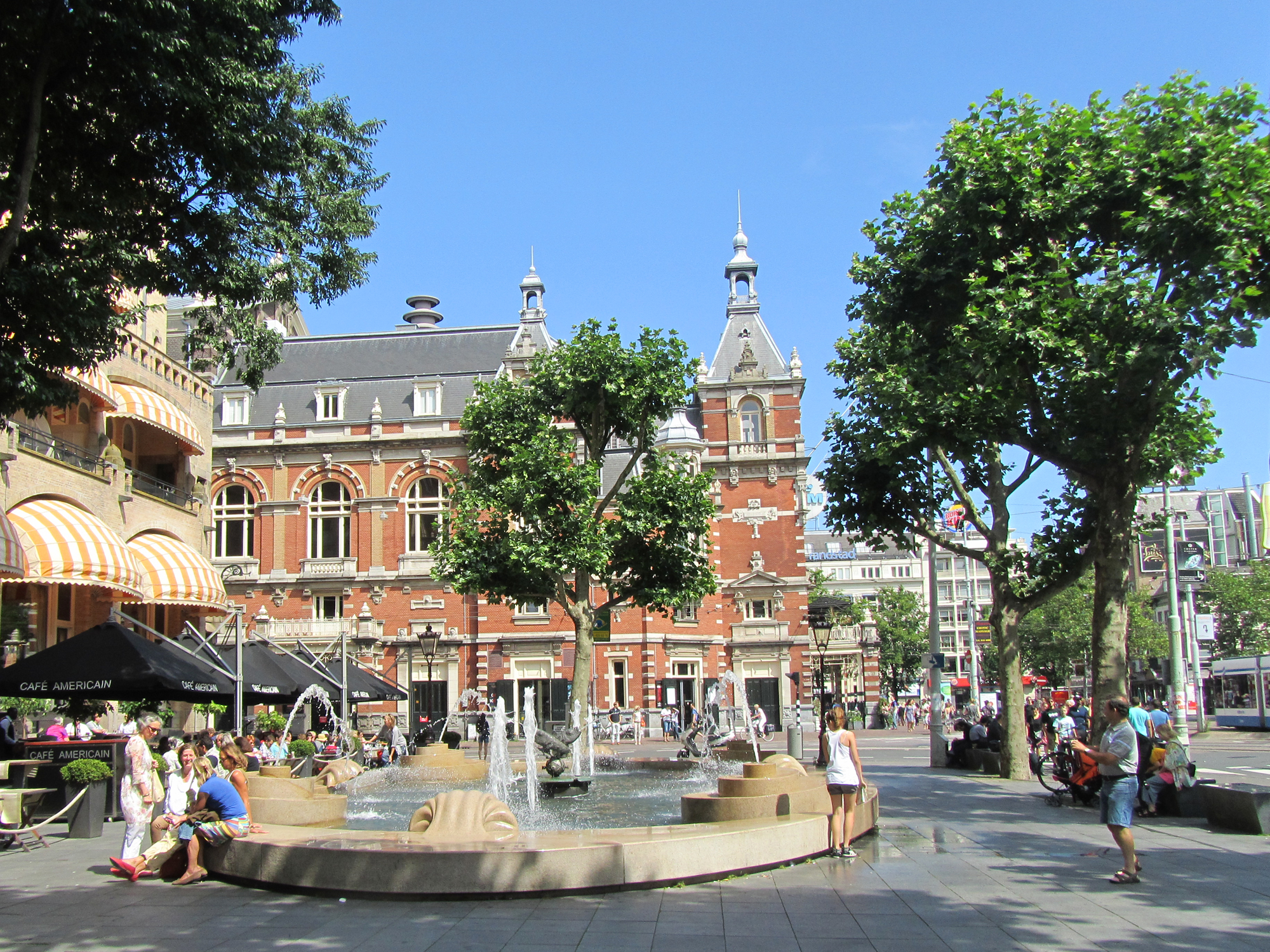
De fontein voor het hotel; 2012.

Cornelis Alidus Anne Steinigeweg (1825-1900) was de architect van het eerste American Hotel, waarbij Ed Cuypers assisteerde als tekenaar en opzichter bij de bouw. Dit eerste American Hotel kwam in 1882 gereed.
Het werd twintig jaar later afgebroken om in 1902 plaats te maken voor een nieuw hotel in jugendstil (art nouveau), ontworpen door de architecten Willem Kromhout en H.G. Jansen. Het café in dit hotel heet Café Americain maar het hotel zelf heet officieel American Hotel. Hierna is het hotel in 1929 en 1954 uitgebreid. In de jaren zeventig kreeg het oude deel van gebouw de status van rijksmonument in 2001 gevolgd door diezelfde status van de nieuwbouw. In 1985, 2000 en 2007 is het hotel gerenoveerd.
Na meerdere malen van eigenaar te zijn gewisseld werd InterContinental Hotels in de jaren tachtig de eigenaar. In 2005 deed deze hotelgroep het Americain van de hand en werd het hotel onderdeel van Eden Hotel Group. In januari 2019 werd bekend dat het hotel werd verkocht aan de Hard Rock Group. Na een verbouwing van de kamers en de openbare ruimten kreeg het de naam 'Hard Rock Hotel Amsterdam American'. Drie jaar later werd de naam Hard Rock Hotel al weer losgelaten. Dit gebeurde na de verkoop in 2023 aan de Ierse hotelexploitant Dalata. Die kondigt aan het American in oktober weer te dopen, nu naar 'Clayton Hotel Amsterdam American'. Het is het tweede hotel van de Ieren op het vasteland van Europa. Hotelmerk Clayton heeft 26 hotels in Ierland en Groot-Brittannië.
Café Americain en Bar Americain behielden de naam Americain (het gebouw op het Leidseplein heeft drie entiteiten).

## Fontein
De renovatie van de fontein in het gazon voor Café Américain is bekostigd uit een legaat van de danspedagoog Hans Snoek en kreeg haar naam (Hans Snoekfontein). De sculptuur Vissen (1962) is van de beeldhouwster Gerarda Rueter.

## Trivia
- De danseres Mata Hari bracht in het hotel haar eerste huwelijksnacht door (10/11 juli 1895). Deze kamer wordt nog steeds als "Mata Hari-suite" verhuurd.
- De Britse drugshandelaar Roy Adkins werd op 28 september 1990 in het hotel vermoord.
- Het eerste seizoen van de talkshow RTL Late Night werd live uitgezonden vanuit dit hotel.